# 加藤康之
加藤 康之（かとう やすゆき、1976年4月22日 - ）は、日本の声楽家、テノール歌手。東京都文京区出身。
武蔵野音楽大学音楽学部声楽科卒業後、2年間、イタリア、ミラノ市へ留学。往年の名テノール歌手、フランコ・コレッリのオーディションに合格し、彼の元で研鑽を積む。帰国後は、中島基晴に師事。イタリアオペラを中心に、数多くのオペラ、コンサートで活躍。得意演目は、『ラ・ボエーム』（ロドルフォ役）。『トゥーランドット』カラフ役もこなせる数少ない若手テノールである。

## 出演歴
- 2005年

『外套』（G.プッチーニ）　 ルイージ役
『仮面舞踏会』（J.ヴェルディ）　 リッカルド役
『ラ・ボエーム』（G.プッチーニ） 　ロドルフォ役
- 2006年

『仮面舞踏会』　 リッカルド役
『トスカ』（G.プッチーニ）　 カヴァラドッシ役
『リゴレット』（J.ヴェルディ）　 マントヴァ公爵役
『蝶々夫人』（G.プッチーニ）　 ピンカートン役
『アンドレア・シェニエ』（U.ジョルダーノ）　 タイトルロール
『カヴァレリア・ルスティカーナ』（P.マスカーニ）　 トゥリッドゥ役
『ジャンニ・スキッキ』（G.プッチーニ）　 リヌッチョ役
『ルイーザ・ミラー』（J.ヴェルディ）　 ロドルフォ役
- 2007年

『アドリアーナ・ルクヴルール』（F.チレア）　 マウリツィオ役
『アンドレア・シェニエ』　 タイトルロール
『道化師』（R.レオンカヴァッロ）　 カニオ（パリアッチョ）役
- 2008年

『アイーダ』（J.ヴェルディ）　 ラダメス役　　※ハイライト
『ノルマ』（V.ベッリーニ）　 ポリオーネ役
『蝶々夫人』　 ピンカートン役
『仮面舞踏会』　 リッカルド役
- 2009年

『コジ・ファン・トゥッテ』（A.モーツァルト）　フェルランド役
『ラ・ボエーム』 　ロドルフォ役
『アドリアーナ・ルクヴルール』　 マウリツィオ役
『カルメン』（G.ビゼー）　ドン・ホセ役　　※ハイライト
他に、マダムバタフライ・インターナショナル コンサートに毎年出演。

## 受賞歴
- 2001年

第4回ブラームス国際音楽コンクール（イタリア） 声楽部門入賞。